# Pringle Bay
Pringle Bay (en afrikaans: Pringlebaai) est un village situé en Afrique du Sud, dans la province du Cap-Occidental. Il est situé sur la côte est de False Bay, au pied du mont Hangklip (rocher suspendu) au sein de la réserve de biosphère de Kogelberg, site classé au patrimoine mondial de l'UNESCO.
La baie porte le nom du contre-amiral Thomas Pringle, de la Royal Navy, qui commandait la station navale du Cap à la fin des années 1790.

## Localisation
Accessible par la N2 puis la route R44, Pringle Bay est situé à 85 km à l'est de la ville du Cap, entre Betty's Bay et Gordons Bay à l'extrémité est de False Bay.

## Administration
Situé dans le district d'Overberg, Pringle Bay est un village géré par la municipalité d'Overstrand.

## Démographie
Selon le recensement de 2011, le village compte 801 habitants, majoritairement blancs (84,02%). Les populations noires et coloureds représentent respectivement 7,99% et 5,49% des habitants.
L'anglais sud-africain est la langue maternelle majoritairement utilisée par la population locale (50,51%) devant l'afrikaans (44,27%).

## Village de résidences secondaires
Pringle Bay comprend essentiellement des résidences secondaires, utilisées lors des vacances. La plage est exposée au vent et fréquemment déserte.
Pringle Bay est une station balnéaire familiale, appréciée par les familles. Elle est également connue pour être un site d'observation des Grands requins blancs, nombreux sur la côte.